# Fernando Krelling
Fernando Krelling (Joinville, 27 de junho de 1982) é um atleta, empresário, político e professor brasileiro. Foi presidente da Fundação de Esportes, Lazer e Eventos de Joinville (FELEJ), vereador e presidente da câmara municipal de Joinville, Santa Catarina. Desde 2018, é deputado estadual por Santa Catarina. Em 2020, foi candidato a prefeito de Joinville.

## Família, formação e início de carreira
Nascido em Joinville, Santa Catarina, Krelling é neto de Arno Krelling, vereador de Joinville pela 8.ª (1973–1977) e 10.ª legislatura (1983–1989); e sobrinho de Décio Krelling, também vereador de Joinville, pela 11.ª legislatura (1989–1992).
Krelling já foi atleta e disputou os Joguinhos e Jogos Abertos de Santa Catarina (JASC), além de campeonatos estaduais e futsal amador.
Krelling é formado em educação física e tem pós-graduação em treinamento desportivo e também em gestão pública.
Empresário no ramo de academias, Krelling também já foi professor de educação física.

## Carreira política
Krelling iniciou a vida política em 2012, quando se candidatou a vereador de Joinville pelo MDB. Krelling recebeu 1.828 votos e não conseguiu ser eleito. Ficando como suplente.
Entre janeiro de 2013 e março de 2016, durante a gestão de Udo Döhler, foi presidente da Fundação de Esportes, Lazer e Eventos de Joinville (FELEJ), atual Secretaria de Esportes do município.
Nas eleições de 2016, Krelling concorreu novamente a uma vaga na câmara municipal de Joinville. Foi eleito com 10.523 votos, se tornando o vereador mais votado da história de Joinville. Assumiu o mandato no dia 1 de janeiro de 2017 e no mesmo dia foi eleito presidente da câmara de vereadores de Joinville, por 18 votos a 1. Krelling permaneceu no cargo até 31 de janeiro de 2019.
Nas eleições de 2018, Krelling foi candidato a deputado estadual de Santa Catarina, eleito com 44.356 votos. Assumiu o mandato em 1 de fevereiro de 2019 para a 19.ª legislatura e ocupa o cargo até a atualidade.
Em outubro de 2019, Krelling assumiu a presidência do MDB em Joinville.
No dia 15 de setembro de 2020, Krelling foi oficializado como o nome do partido na disputa pela prefeitura da cidade nas eleições de 2020. Em 6 de outubro, ele se licenciou do cargo de deputado estadual para se dedicar à campanha eleitoral. Krelling não conseguiu passar para o 2.º turno, terminando a disputa em 3.º lugar, com 48.886 votos (18,5% dos votos válidos), atrás dos candidatos Darci de Matos (PSD) e Adriano Silva (Novo).

### Desempenho eleitoral
| Ano  | Cargo                               | Votos  | Partido | Resultado  | Ref.   |
| ---- | ----------------------------------- | ------ | ------- | ---------- | ------ |
| 2012 | Vereador de Joinville               | 1.828  | PMDB    | Suplente   | [ 6 ]  |
| 2016 | Vereador de Joinville               | 10.523 | PMDB    | Eleito     | [ 2 ]  |
| 2018 | Deputado estadual de Santa Catarina | 44.356 | MDB     | Eleito     | [ 10 ] |
| 2020 | Prefeito de Joinville               | 48.886 | MDB     | Não eleito | [ 13 ] |